# إم جي-34
إم جي-34 (بالألمانية: MG 34) اختصار كلمة بندقية آلية 34 (بالألمانية: Maschinengewehr 34) هو رشاش ألماني مبرد بالهواء يطلق رصاص عيار 7.92x57 ملم، معدل نيرانه 900 طلقه في الدقيقة، يلقم بحزام متحلل يتفكك عند الضرب أو مخزن سرجي «على شكل سرج الحصان» يحوي 50 أو 75 طلقة. تم قبوله بالخدمة في الجيش الألماني عام 1934 وتم تسليمه للوحدات عام 1935. جاء تصميم الرشاش إم جي-34 كرشاش خفيف وكنموذج أولي لرشاشات الأستخدامات العامة. استعمل الرشاش في الوحدات العسكرية لجيش ألمانيا النازية كما صدر منه إلى كل من الصين وإسبانيا. عيب السلاح ان تكاليف إنتاجه باهظة ويتطلب عناية من الجنود وتنظيفه صعب ويتطلب وقت لانه معقد في اجزائه. خدم السلاح في الجيش الألماني من عام 1935 إلى عام 1942 حتى تم إستبداله بالسلاح الجديد إم جي-42 الذي تميز بأنه سريع في انتاجه وبسيط التكاليف، سهل الصيانة والتنظيف، وله معدل نيران عالي.